# Сметанюк Сергій Іванович
Сергій Іванович Сметанюк (8 червня 1962 , Дашів, Вінницька область ) — заступник генерального директора АТ «Транснефть-Сибір». Член науково-редакційної ради «Великої Тюменської енциклопедії» (2004 рік).

## Біографія
Народився 8 червня 1962 року в селі Дашів Іллінецького району Вінницької області. З відзнакою закінчив Немирівський будівельний технікум. Працював майстром будівельної дільниці. У 1981 році призваний у Радянську армію.
Проходив службу в Благовєщенську. У політуправлінні дивізії отримав направлення на навчання у Вищу комсомольську школу при ЦК ВЛКСМ.
Був направлений у Тюменську область в якості командира студентського будівельного загону. Працював на облаштуванні газового родовища Ведмеже та будівництві житлових будинків для газовиків у селищі Пангоди. Після закінчення вузу був направлений у розпорядження Тюменського обкому ВЛКСМ.
У 1988 році обраний першим секретарем комсомольської організації Ленінського району Тюмені.
З 1990 року — заступник голови адміністрації Ленінського району Тюмені.
У 1996 році переміг на виборах до Тюменської міської Думи і був обраний її головою.
У 1998 році закінчив аспірантуру Російської академії державної служби при Президентові Російської Федерації, захистив дисертацію й отримав вчений ступінь кандидата соціології. У 1999 отримав диплом юриста в Тюменському державному університеті.
У серпні 2000 року призначений головним федеральним інспектором у Тюменській області апарату повноважного представника Президента Російської Федерації в Уральському федеральному окрузі.
З березня 2005 року — віце-губернатор Тюменської області. У листопаді 2005 року, після переходу губернатора Сергія Собяніна на посаду керівника Адміністрації Президента РФ, Сметанюк протягом 10 днів був виконуючим обов'язки губернатора.
У грудні 2005 року обраний головою Тюмені. У 2007 році ненадовго повернувся в обласну адміністрацію, ставши першим заступником Губернатора. У грудні 2007 року обраний депутатом Державної Думи.
У січні 2010 року призначений заступником повноважного представника Президента Російської Федерації в Уральському федеральному окрузі, у зв'язку з чим припинив повноваження депутата Державної думи. У листопаді 2012 року призначений заступником генерального директора ВАТ «Сибнефтепровод».
Захоплюється парашутним спортом.
Одружений, виховує трьох дітей і чотирьох онуків.